# Praecoxanthus aphyllus
Praecoxanthus aphyllus – gatunek roślin z monotypowego rodzaju Praecoxanthus z rodziny storczykowatych (Orchidaceae). Rośliny są endemitami stanu Australia Zachodnia.

## Systematyka
Gatunek sklasyfikowany do podplemienia Caladeniinae w plemieniu Diurideae, podrodzina storczykowe (Orchidoideae), rodzina storczykowate (Orchidaceae), rząd szparagowce (Asparagales) w obrębie roślin jednoliściennych.